# Lista de consortes imperiais do Japão
Imperatriz do Japão ou Imperatriz Japonesa significa uma imperatriz consorte. A atual consorte imperial é a imperatriz Masako, esposa do imperador Naruhito, desde 1 de maio de 2019. O termo também pode significar uma governante imperial feminina.
No Japão antigo, a maioria das imperatrizes consortes eram princesas, exceto Iwa no hime (imperatriz consorte de Nintoku). Após a Imperatriz Kōmyō (imperatriz consorte de Shōmu), as filhas do clã Fujiwara ou outros clãs poderiam se tornar imperatrizes consortes. Originalmente, Chūgū significava imperatriz-mãe ou imperatriz-viúva, e Tai-Kōtaigō atendia por grande imperatriz-mãe ou grande imperatriz-viúva. Até meados do período Heian, o imperador tinha apenas um consorte como imperatriz, e esta também era chamada Chūgū. Desde o imperador Ichijō, alguns imperadores tinham duas imperatrizes consortes, uma delas era chamada de Kōgō e outra era chamada de Chūgū. Depois que a princesa Yasuko se tornou Kōgō como a sogra do imperador Horikawa, as princesas donzelas também se tornaram Kōgō.
Contudo, a primeira imperatriz consorte a ser denominada como tal foi a imperatriz Eishō, esposa do imperador Kōmei.

## Consortes do Império do Japão
| Nome                                                               | Retrato | Nascimento                                                                        | Cônjuge                                | Morte                           |
| ------------------------------------------------------------------ | ------- | --------------------------------------------------------------------------------- | -------------------------------------- | ------------------------------- |
| Asako Kujō (Eishō) 9 de janeiro de 1849 – 30 de janeiro de 1867    |         | 11 de janeiro de 1835 filha de Hisatada Kujō e Meiko Karahashi                    | Komei 1846 1 filho                     | 11 de janeiro de 1897 (62 anos) |
| Masako Ichijō (Shōken) 11 de janeiro de 1869 – 30 de julho de 1912 |         | 9 de maio de 1849 filha de Tadaka Ichijō e Tamiko Shinbata                        | Meiji 11 de janeiro de 1869 sem filhos | 9 de abril de 1914 (64 anos)    |
| Sadako Kujō (Teimei) 30 de julho de 1912 – 25 de dezembro de 1926  |         | 25 de maio de 1884 filha de Michitaka Kujō e Ikuko Noma                           | Taishō 10 de maio de 1900 4 filhos     | 17 de maio de 1951 (66 anos)    |
| Nagako Kuni (Kōjun) 25 de dezembro de 1926 – 7 de janeiro de 1989  |         | 6 de março de 1903 filha do Príncipe Kuni Kuniyoshi e da Princesa Chikako Shimazu | Shōwa 26 de janeiro de 1924 7 filhos   | 16 de junho de 2000 (97 anos)   |
| Michiko Shōda 7 de janeiro de 1989 – 30 de abril de 2019           |         | 20 de outubro de 1934 filha de Hidesaburo Shōda e Fumiko Soejima                  | Akihito 14 de janeiro de 1959 3 filhos |                                 |
| Masako Owada 30 de abril de 2019 – presente                        |         | 9 de dezembro de 1963 filha de Hisashi Owada e Yumiko Owada                       | Naruhito 9 de junho de 1993 1 filha    |                                 |